# Club Social y Deportivo Comunicaciones
Il Club Social y Deportivo Comunicaciones è una società calcistica guatemalteca, con sede a Città del Guatemala. Milita nella Liga Nacional de Fútbol, la massima serie del calcio guatemalteco, primo per numero di titoli nazionali vinti (30) contro i 29 del CSD Municipal.

## Storia
Fondato nel 1949, ha vinto 30 titoli nazionali, una CONCACAF Champions' Cup e due Copa Interclubes UNCAF. Il 23 maggio 2015, perdendo 3-2 la finale di ritorno contro il CSD Municipal ma vincendola 4-3 considerando andata e ritorno, vince il suo sesto titolo consecutivo, record in Guatemala, e conquista il suo 30º titolo.

## Rosa 2008-2009
| N. |                      | Ruolo | Calciatore          |
| -- | -------------------- | ----- | ------------------- |
| 1  | Guatemala (bandiera) | P     | David Guerra        |
| 4  | Guatemala (bandiera) | D     | Carlos Gallardo     |
| 18 | Guatemala (bandiera) | D     | Carlos Castrillo    |
|    | Guatemala (bandiera) | D     | Rafael Morales      |
| 14 | Guatemala (bandiera) | D     | Elmer Ponciano      |
| 6  | Guatemala (bandiera) | C     | Luis Bradley        |
| 8  | Brasile (bandiera)   | C     | Iverton Páez        |
| 20 | Guatemala (bandiera) | A     | Hernán Sandoval     |
| 17 | Guatemala (bandiera) | A     | Tránsito Montepeque |
| 27 | Guatemala (bandiera) | A     | Dwight Pezzarossi   |
| 22 | Guatemala (bandiera) | C     | Rigoberto Gómez     |
| 23 | Guatemala (bandiera) | P     | Ricardo Jerez Jr.   |

| N. |                       | Ruolo | Calciatore          |
| -- | --------------------- | ----- | ------------------- |
|    | Guatemala (bandiera)  | C     | Allan Secaida       |
| 5  | Guatemala (bandiera)  | D     | Erwin Morales       |
| 77 | Guatemala (bandiera)  | A     | Jairo Arreola       |
| 13 | Guatemala (bandiera)  | P     | Cristian Álvarez    |
| 11 | Guatemala (bandiera)  | C     | Jonathan Marquez    |
| 21 | Guatemala (bandiera)  | C     | Edgar Cotto         |
|    | Guatemala (bandiera)  | C     | Manuel Soto archila |
| 2  | Guatemala (bandiera)  | C     | Edwin Enriquez      |
| 19 | Guatemala (bandiera)  | A     | Abner Trigueros     |
| 99 | Guatemala (bandiera)  | C     | Marco Tulio Cianni  |
| 3  | Guatemala (bandiera)  | D     | Edson Arriola       |
| 7  | Costa Rica (bandiera) | A     | Rolando Fonseca     |
| 31 | Uruguay (bandiera)    | A     | Adrian Apellaniz    |

## Palmarès

### Competizioni nazionali
- Campionato guatemalteco di calcio: 32

1956, 1957-1958, 1959-1960, 1968-1969, 1970-1971, 1971, 1972, 1977, 1979-1980, 1981, 1982, 1985-1986, 1990-1991, 1994-1995, 1996-1997, 1997-1998, 1998-1999, 1999-2000 Apertura, 2000-2001 Clausura, 2002-2003 Apertura, 2002-2003 Clausura, Apertura 2008, Apertura 2010, Clausura 2011, Apertura 2012, Clausura 2013, Apertura 2013, Clausura 2014, Apertura 2014, Apertura 2015, Clausura 2022, Apertura 2023
- Copa Centenario: 9

1951-1952, 1955, 1970, 1972, 1983, 1986, 1991-1992, 2008, 2009

### Competizioni internazionali
- CONCACAF Champions' Cup: 1

1978
- Copa Interclubes UNCAF: 2

1971, 1983
- CONCACAF League: 1

2021

### Altri piazzamenti
- Copa Centenario:

Finalista: 1972-1973
- CONCACAF Champions' Cup:

Finalista: 1962, 1969
Terzo posto: 1971
- CONCACAF Cup Winners Cup:

Finalista: 1991
- CONCACAF Giants Cup:

Quarto posto: 2001
- Copa Interclubes UNCAF:

Finalista: 1976, 1977, 1981, 2003
Terzo posto: 1996
Quarto posto: 1999, 2001, 2002